# 纪妍妍
纪妍妍（1985年5月29日—），中国女子篮球運動員，亦為中国国家女子篮球队成員。

## 簡歷
纪妍妍5岁开始学游泳，但在练习4年后因市游泳队解散，后来才改练篮球；至13岁被黑龙江省体校录取。憑藉出色的球感和基本功，她很快就成了黑龙江省队的一名职业球员，并入选国家青年队，后来更被传统强队哈药集团队招攬。然而，她在哈药集团队中並沒有太多出場機會，後因合同到期，重新回到黑龙江省队，才重拾昔日的佳態。
2006年9月，纪妍妍加盟刚升入WCBA的浙江远东队，她在該賽季表現出色，以场均30分荣膺联赛得分王，除带队成功保级外，更在WCBA全明星赛中获得“技巧大赛冠军”。2008年，她轉到河南豫光金铅队，又拿得該赛季的WCBA得分王名銜。
2010年，黑龙江女篮重组，原先的省队跟俱乐部队合并成甲级队黑龙江丰绅；纪妍妍回归故鄉，並担任黑龙江省队女篮队队长。在2011-2012的WCBA賽季中，纪妍妍场均取得25.5分、4.7个篮板、4.3次助攻和1.2次抢断，並包揽常规赛MVP和WCBA常规赛的得分王的称号。